# We Remain
We Remain è un brano musicale del 2013 della cantautrice statunitense Christina Aguilera composto per il film Hunger Games: La ragazza di fuoco. Il brano è stato scelto come terzo singolo, dopo Atlas dei Coldplay ed Elastic Heart di Sia, per promuoverne la colonna sonora.